# Ferrovia Kildare-Waterford
La ferrovia Kildare–Waterford è una linea ferroviaria irlandese che collega Kildare, città posta sulla Dublino–Cork, a Waterford, contea di Waterford.

## Caratteristiche
La linea è una ferrovia a binario semplice non elettrificato. Lo scartamento adottato è di 1600 mm seguendo lo standard delle ferrovie irlandesi

### Percorso
| Continuation backward |

| Station on track |

| Unknown route-map component "CONTgq" | Unknown route-map component "ABZgr" |  |

| Station on track |

| Unknown route-map component "eBHF" |

| Station on track |

| Unknown route-map component "eHST" |

| Station on track |

|  | Unknown route-map component "eABZgl" | Unknown route-map component "exCONTfq" |

| Unknown route-map component "eBHF" |

| Unknown route-map component "exdCONTgq" | Unknown route-map component "KBHFxaq" | Junction both to and from right |  | Unknown route-map component "d" |

| Unknown route-map component "eBHF" |

| Station on track |

| Unknown route-map component "eBHF" |

| Unknown route-map component "eBHF" |

| Unknown route-map component "eBHF" |

| Unknown route-map component "eBHF" |

| Unknown route-map component "CONTgq" | Unknown route-map component "ABZg+r" |  |

| Station on track |

| Continuation forward |

## Traffico
La linea è utilizzata sia per il servizio passeggeri sia per quello merci. Per quanto riguarda la prima categoria, i servizi sono prevalentemente InterCity della relazione Dublino Heuston–Waterford Plunkett. Ci sono otto treni al giorno per direzione da lunedì a sabato che si riducono a quattro durante la domenica e i giorni festivi.